# TigerSharks
TigerSharks è una serie televisiva a cartoni animati prodotta da Rankin/Bass (creatori di serie come SilverHawks e Thundercats) e distribuita da Lorimar-Telepictures nell'anno 1987; è composta da una sola stagione di ventisei episodi trasmessi all'interno del contenitore The Comic Strip, mandato in onda in Italia da Rai 2. La serie narra le avventure di un gruppo di eroi che possono trasformarsi in loro controparti acquatiche, come squali e altre creature marine.

## Trama
La squadra dei Tigersharks è composta da umani dotati di un dispositivo tecnologico, il Fish Tank, che permetto loro di trasformare la loro essenza, da umana ad acquatica e viceversa. La base dei tigersharks era una astronave, chiamata Sark, che poteva muoversi anche al di sotto del livello del mare.
La storia si sviluppa nell'immaginario mondo di nome Water-O, quasi completamente immerso nelle acque, abitato da una razza di uomini-pesce, i Waterians. Inizialmente i tigersharks erano in missione esplorativa, ma divengono poi i protettori del pianeta contro le mire dei malvagi T-Ray e Captain Bizarrly

## Personaggi principali
Buoni
- Mako: nome italiano, Sharkey.
- Walro: nome italiano, Trico.
- Dolph: nome italiano, Delph.
- Octavia: nome italiano, Ottavia.
- Lorka: nome italiano, Moby.
- Bronc:
- Angel: nome italiano, Alice.

Cattivi
- T-Ray:
- Captain Bizarrly: nome italiano, Capitan Deserto.
- Dragonstein: nome italiano, Dragonstone.

## Lista episodi
- 01 - The Fish Tank
- 02 - Sark To The Rescue
- 03 - Save The Sark
- 04 - The Deep Fryer
- 05 - Bowfin
- 06 - Pappagallo's Present
- 07 - The Lighthouse
- 08 - Go With The Flow
- 09 - Termagant
- 10 - The Terror Of Dragonstein
- 11 - The Search For Redfin
- 12 - The Kraken
- 13 - Stowaway
- 14 - Iced
- 15 - The Volcano
- 16 - A Question Of Age
- 17 - Eye Of The Storm
- 18 - Departure
- 19 - Murky Waters
- 20 - The Spellbinder
- 21 - The Waterscope
- 22 - The Point Of Not Return
- 23 - The Scavenger Hunt
- 24 - Paradise Island
- 25 - The Treasure Map
- 26 - Redfin Returns